# Prestwold
Prestwold est une paroisse civile et un hameau du Leicestershire, en Angleterre.